# Dalmatinec
Dalmatinec je hrvaška pasma psov zlahka prepoznavna z belo dlako in z izrazitimi črnimi pikami. Prepoznavni pikčast sloj dlake je edinstven za to rodovniško vrsto psov. Nobena druga rodovniška pasma nima takšne vrste dlake. Pasma je dobila ime po Hrvaški pokrajini Dalmaciji, od koder izhaja prvotna pasma. Pasma je bila registrirana pri FCI pod številko 153.

## Osebnost
Dalmatinec je vesel in igriv pes, zvest svoji družini in potrebuje družbo. Je poln energije, potrebuje veliko gibanja, priporočljivo pa je vsaj 3 kilometre na dan. Po značaju je bister, prijazen, vdan, inteligenten in je dober spremljevalec. Dobro se razume z drugimi živalmi, še posebej s konji zelo dobro pa se razume tudi z otroki. Je srednje velik pes, telo ima mišičasto in močno, pri teku pa je hiter in vztrajen. Rep je močan in proti koncu vedno ožji ter rahlo ukrivljen navzgor. Dlaka je kratka, gosta in svetleča, črne pike pa se praviloma ne prekrivajo oz. stikajo. V višino zraste okoli 50-60 cm in tehtajo med 25 in 30 kilogramov. Imajo globok glas. Velika možnost je, da se skotijo gluhi, zato je potrebno biti pri nakupu še posebej pozoren. Priporočljivo je preveriti zdravstveno stanje v rodovniku. Nagnjeni so tudi k težavam z ledvičnimi kamni ali s kožo. Potrebna je tudi zaščita pred zajedavci predvsem klopi in bolhami. Čistoča in minimalna potreba po negi sta zelo cenjeni lastnosti te pasme, potrebuje pa tudi občasno krtačenje. Kopamo jih le kadar je to nujno potrebno. Skrbni moramo biti pri krajšanju krempljev in čistoči ušes. Niso primerni za bivanje v hiši, razen če jih vsaj enkrat dnevno peljemo na daljši sprehod. Slabo tudi prenašajo ekstremne vremenske razmere, predvsem zimo, zato je boljše da v primeru močne zime vseeno prespi v hiši. Zanimivo je, da se psi skotijo popolnoma beli s časom pa se jih začno pojavljati črne pike. Njihova povprečna življenjska doba je 12 let, nekateri pa lahko živijo tudi do 16 let.

### Pogoste bolezni
Gluhost
Ledvični kamni
Težave s kožo

### Življenjski prostor
Velik vrt 
Pozimi hiša 

### Telesna značilnost
Samci:
višina 53 - 66 cm
teža 15 - 32 kg
Samice:
višina 46 - 64 cm
teža 16 - 24 kg